# Arquebisbat de Bordeus

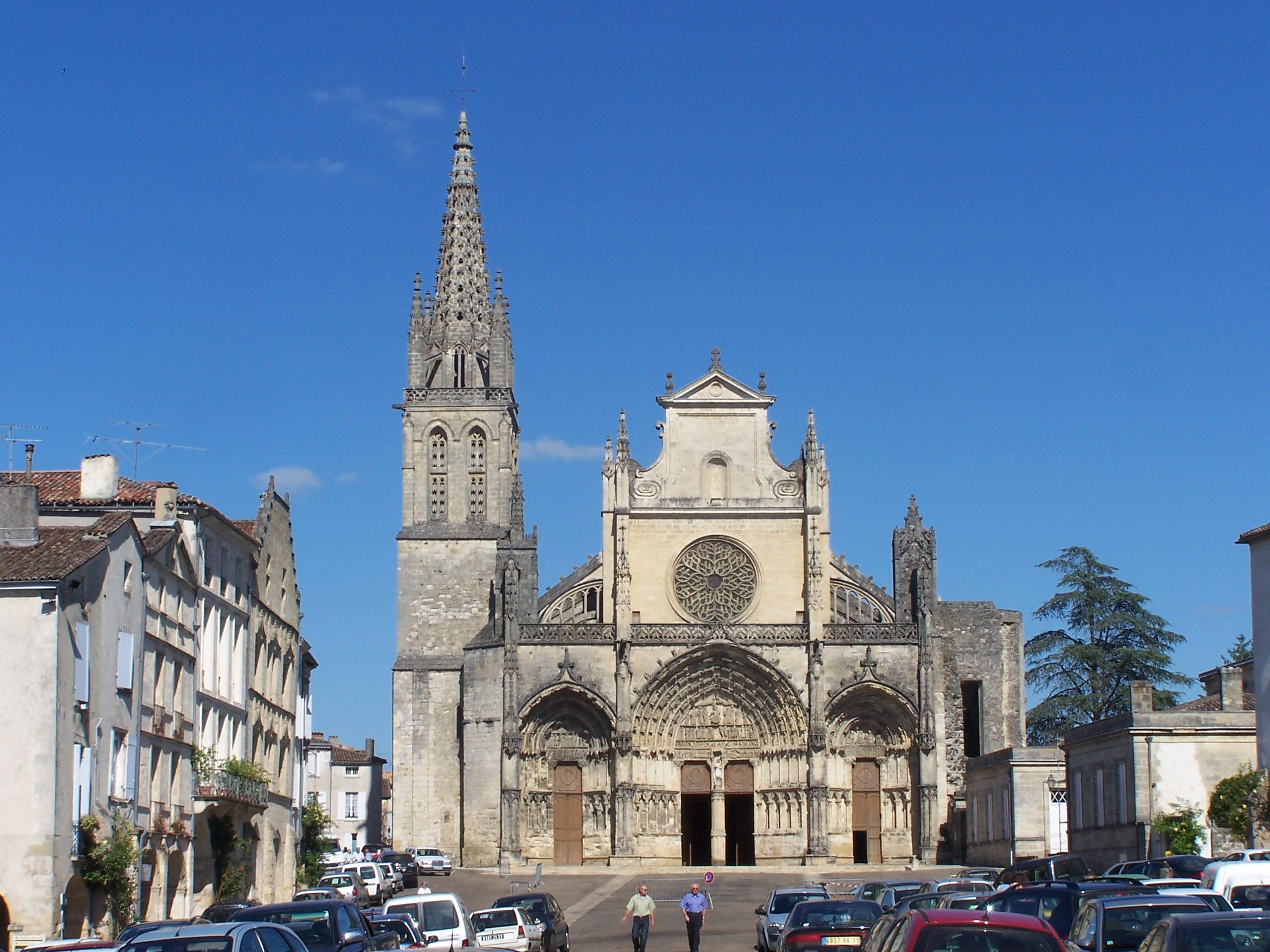
L'ex catedral de Sant Joan Baptista de Bazas.

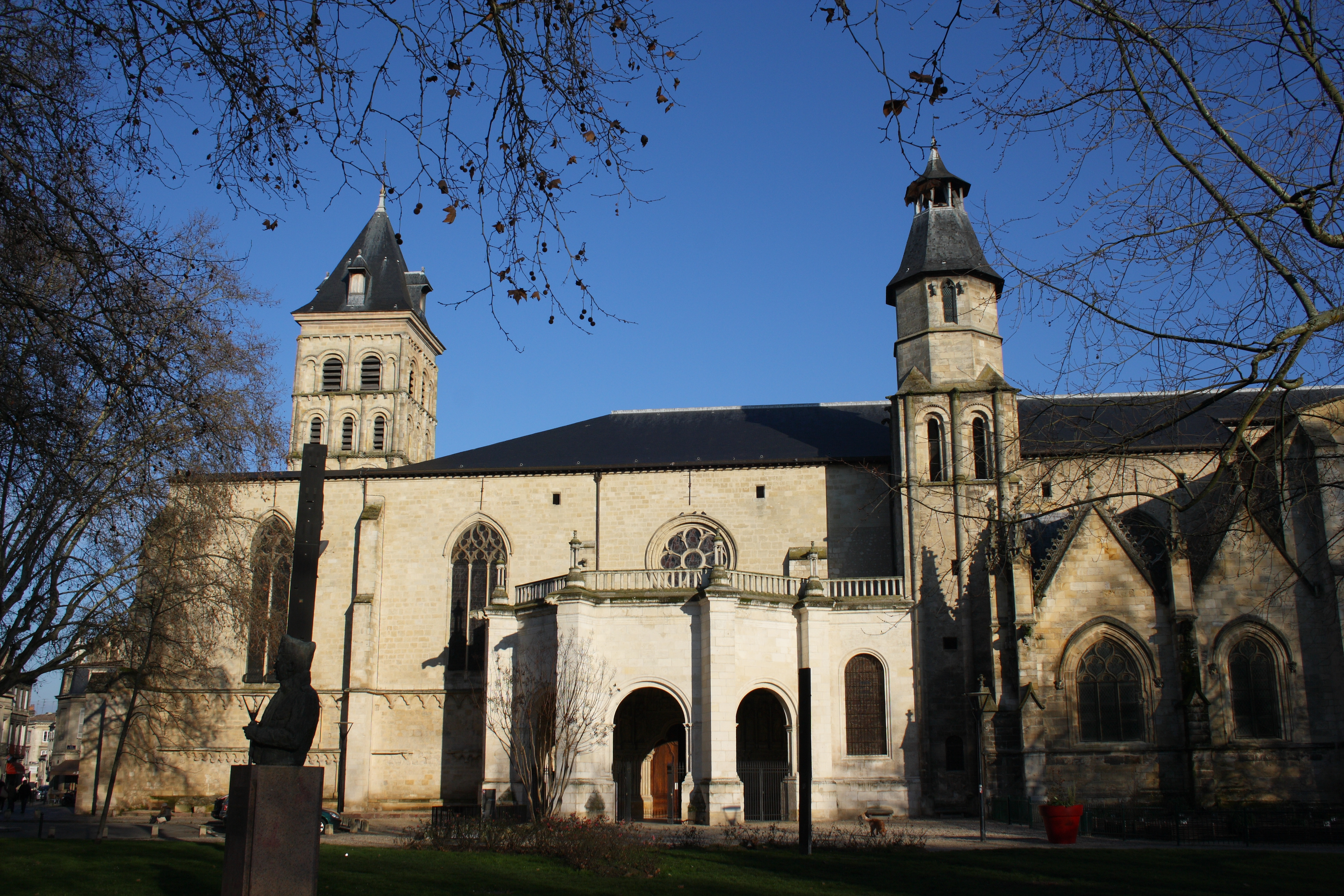
La basílica Sant Severí de Bordeus.

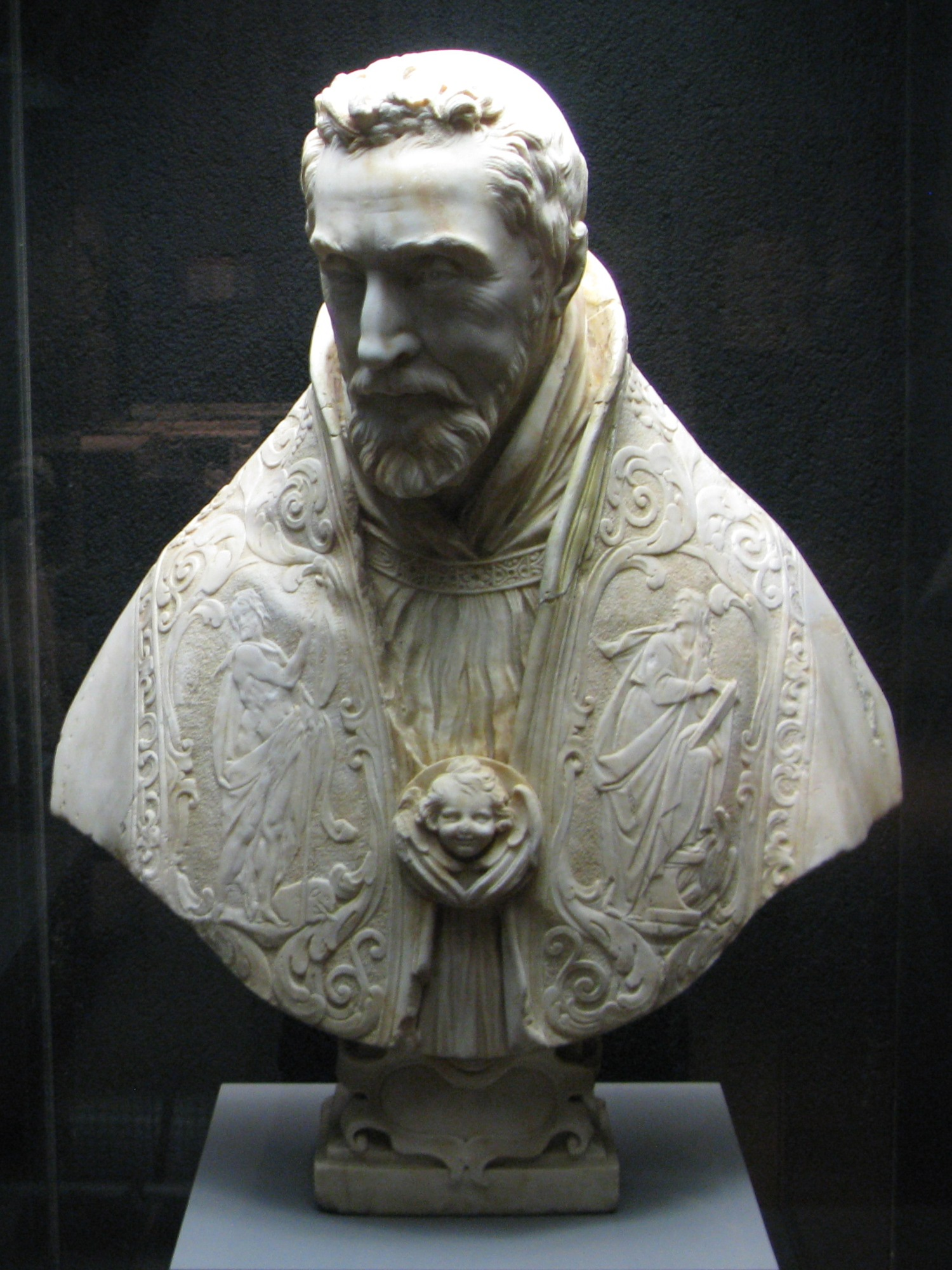
Bust del cardenal François d'Escoubleau de Sourdis, obra de Gian Lorenzo Bernini.

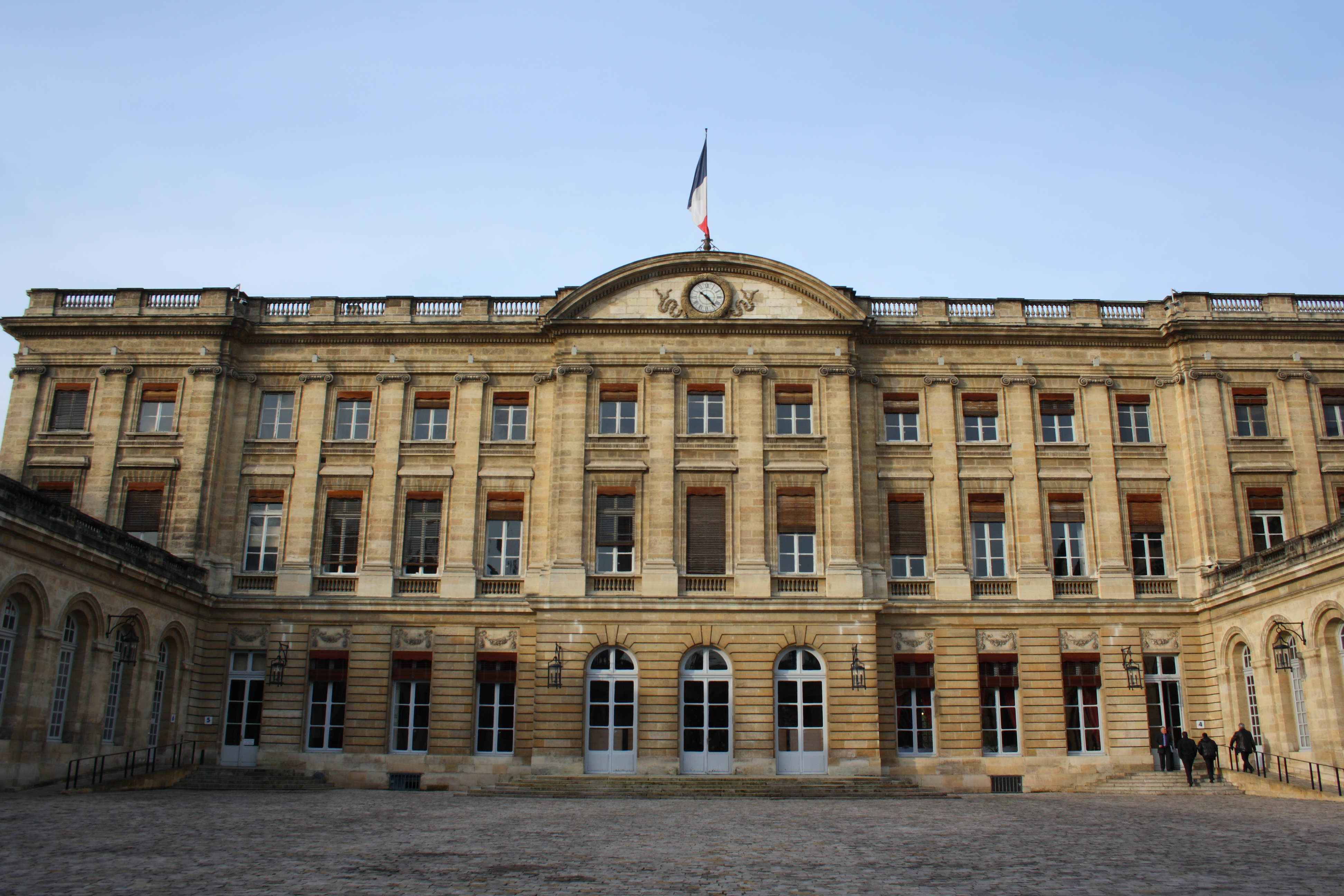
El palau Rohan, fet construir per l'arquebisbe Ferdinand Maximilien Mériadec de Rohan el en substitució de l'antic palau arxiepiscopal.

L'arquebisbat de Bordeus (francès: Archidiocèse de Bordeaux; llatí: Archidioecesis Burdigalensis) és una seu metropolitana de l'Església Catòlica als França. El 2012 tenia 1.115.000 batejats sobre una població d'1.399.700 habitants. Actualment està regida per l'arquebisbe cardenal Jean-Pierre Ricard.

## Territori
L'arxidiòcesi comprèn el departament francès de Gironda.
La seu arxiepiscopal és la ciutat de Bordeus, on es troba la catedral de Sant Andreu. A Bazas es troba l'antiga catedral de Sant Joan Baptista.

### Província eclesiàstica
La província eclesiàstica està constituída per les següents diòcesis sufragànies:
- bisbat d'Agen
- bisbat d'Aire i Dacs
- bisbat de Baiona
- bisbat de Perigús

## Història
El testimoni cristià més antic de Bordeus es remunta al 260, és l'epitafi d'una jove cristiana, Domicia, ciutadana de Trèveris, trobat a la muralla meridional de la ciutat. El primer bisbe conegut va ser Orientale, que, acompanyat del seu diaca Flavio, estava present al concili d'Arles el 314.
A la dècada dels 80 del segle iv va tenir lloc a Bordeus un sínode per condemnar els priscilianistes. El sínode se celebrà sota l'episcopat de sant Delfí, que també participà en el concili de Saragossa del 380 i que mantingué en correspondència amb sant Ambròs de Milà i amb sant Paulí de Nola, que era originari de Bordeus.
Bordeus era la capital de la província romana de l'Aquitània Segona. Ben aviat esdevingué seu metropolitana de la província eclesiàstica que comprenia les altres civitates de la província, formada pels bisbats d'Agen, Angoulême, Saintes, Poitiers i Perigús.
El començament del segle v està marcat per l'episcopat d'un misteriós personatge que probablement va venir de l'orient, sant Severí de Colònia, al qual el bisbe Amandus va cedir la càtedra per prendre-la després de la seva mort.
Al segle vi va ser important l'episcopat de Leonzio II, un home de gran poder i riquesa, qui construí nombroses esglésies i exercí un control polític sobre el territori.
Durant el període merovingi la catedral, que havia estat fundada al segle iv, ocupava ja el mateix lloc de l'actual catedral, adossada als bastions de la ciutat antiga. El burg de Sant Severí fora de la ciutat era un gran centre de devoció, amb les tres grans basíliques de Sant Esteve, de Sant Severí i de Sant Martí, que sorgí als marges d'una vasta necròpoli de la qual alguns sarcòfags encara es conserven. Aquest burg era com una ciutat santa; i les tombes merovíngies del cementiri de Sant Severí alimentaren llegenes que l'immaginació popular creà als segles següents.
Durant la segona meitat del segle x, el poder eclesiàstic va ser concentrat a les mans de l'arquebisbe Gombaud, germà de Guillem II de Gasconya. El 1027 el duc de Gasconya Sanç V i el d'Aquitània Guillem V acordaren l'elecció de Geoffroi II com a arquebisbe. Així, el poder religiós es va convertir en una mena d'amortidor entre l'Aquitània i Gascunya. El regnat de Guillem VIII i Guillem IX (1052-1127) va coincidir amb un esplèndid desenvolupament de l'arquitectura romànica de Bordeus. Parts de l'església de la Santa Creu i de Sant Severí són d'aquest període i la catedral de Sant Andreu va ser construïda a partir del 1096.
A l'edat mitjana sorgí una disputa entre les seus metropolitanes de Bordeus i de Bourges degut a la pretensió de Bourges sobre la primacia d'Aquitània. La qüestió ha estat aclarada per investigadors moders, que han establert que una carta del Papa Nicolau I a Rodolf, que databa l'existència de la primacia de Bourges al segle ix era falsa. Com a capital de la província romana de l'Aquitània primera, Bourges antigament aspirà a la preminència sobre les províncies d'Aquitània segona i d'Aquitània tercera, així com sobre Bordeus. Vers el 1073 aquesta aspiració genèrica prengué la forma de reivindicació: entre el 1112 i el 1126 el papat la va reconéixer i el 1146 el Papa Eugeni III conferí la primacia de Pierre de la Charte, arquebisbe de Bourges, a Bordeus. El 1232 el Papa Gregori IX concedí a l'arquebisbe de Bourges, igual que a un patriarca, el dret de visitar la província d'Aquitània, imposà a l'arquebisbe de Bordeus el deure d'assistir, com a mínim una vegada, als concilis convocats per l'arquebisbe de Bourges i establí que les mesures de l'arquebisbe de Bordeus podrien ser apel·lades davant l'arquebisbe de Bourges. Quan ocasionalment, en 1240 i en 1284, els arquebisbes de Bourges van anar a Bordeus, es van trobar amb les portes de les esglésies tancades i respongueren amb l'excomunió a les protestes del clergat de Bordeus en contra de les seves visites.
Quan França perdé Aquitània per l'anul·lació del matrimoni entre Lluís VII i Elionor d'Aquitània, que havia estat celebrat a la catedral de Bordeus el 1137, Bordeus esdevingué la capital de les possessions angleses a Aquitània. Alhora, les disputes entre les seus metropolitanes de Bordeus i de Bourges assumí un caràcter polític i el rei de França passà a donar suport a les reivindicacions de Bourges. Molts arquebisbes van ser partidaris importants de la política anglesa a Aquitània: entre aquests està Guillaume Amanieu (1207-26), al qual Enric III d'Anglaterra concedí el títol de senescal i custodii de totes les terres al di là del mare. Guillaume Amanieu va prendre part a les guerres contra els sarraïns a Espanya. Gérard de Mallemort (1227-60), un generós fundador de monestirs, va fer d'intermediari entre Lluís IX de França i Enric III d'Anglaterra i alliberà Gasconya de la tirania de Simó de Montfort. Durant l'episcopat de Gérard de Mallemort l'antiga esglesia romànica de Sant Andreu es convertí en una catedral gòtica.
El Papa Climent V (1305-14) va ser contrari a les reivindicacions de Bourges. Era originari de Villandraut, proper a Bazas, on havia construït una església col·legiada, havia estat arquebisbe de Bordeus entre el 1300 i el 1305 i conseller polític del rei Felip el Bel. Esdevingut Papa, malgrat les seves simpaties franceses, perseguí el disseny de l'emancipació de Bordeus de Bourges. A la segona meitat del segle XIV els arquebisbes, com l'italià Francesco Uguccione, van donar suport als anglesos.
El 1317, a la província eclesiàstica de Bordeus s'agregaren les diòcesis de nova erecció de Sarlat, Condom, Luçon i Maillezais.
El beat Pierre Berland (1430-57) va ser un arquebisbe de Bordeus il·lustre per la seva intel·ligència i santedat, fundador de la universitat de Bordeus i del Col·legi de Sant Rafel pels estudiants pobres que, després d'haver ajudat els anglesos a defensar Bordeus contra les tropes de Carles VII de França, rebé Dunnois a la ciutat i es va lliurar a França. Va ser durant el seu episcopat que a la catedral s'uní un campanar que porta el nom.
Els rics i poderosos capítols de Sant Andreu i Sant Severino de l'edat mitjana van deixar un llegat del dualisme del Bordeus merovingi. Entre els dos fòrums, van ser freqüents els conflictes i l'animositat. El sentit artístic de la canònica del segle xiii es reflecteix a la portada gòtica de Sant Severino. A finals del segle XIV el canonge Vital de Carle va fundar el gran Hospital de Sant Andreu, que estava sota la protecció de la ciutat i pels esforços del capítol de Sant Andreu el 1402 es va establir la primera biblioteca ciutadana de Bordeus.
A l'edat mitjana, Bordeus era una gran ciutat monàstica, amb els seus convents carmelites, franciscans i dominics, fundats, respectivament, el 1217, el 1227 i el 1230. El 1214 es va dur a terme a Bordeus un concili important contra els usurers, els bandits i els heretges. Quan, després de la Guerra dels Cent Anys, Bordeus va tornar a França, Lluís XI calmà els ciutadans ingressant a la confraternitat de Nostra Senyora de Montuzet.
A principis del segle XVII va ser arquebisbe de Bordeus el cardenal François d'Escoubleau de Sourdis, que va ser responsable de la restauració de la disciplina eclesiàstica i la reforma dels costums del seu clergat, després d'anys d'abandonament a causa de les guerres de religió; en aquesta tasca va rebre l'ajut dels nous ordres religioses que es van introduir a la seva diòcesi, incloent els caputxins (1601) i els jesuïtes (1606).
Abans de la Revolució Francesa, l'arxidiòcesis es va dividir en quatre arcedianats : Médoc, Cernès, Blaye i Fronsac. Les 372 parròquies van ser dividides en 10 arxiprestats, a les quals cal afegir les 15 parròquies de la ciutat de Bordeus. · . L'arxidiòcesi també tenia tres seminaris: el San Rafel, creat per Antoine Prévost en 1583; el seminari dels irlandesos i el dels Ordenats, creats respectivament en 1603 i en 1607 pel cardenal de Sourdis.
Després del cordordat, la butlla Qui Christi Domini del Papa Pius VII el 29 de novembre de 1801 Bordeus va tenir com a seus sufragànies les diòcesis d'Angoulême, de Poitiers i La Rochelle. Alhora incorporà al seu territori de la diòcesi de Bazas, que va ser suprimit.
El 6 d'octubre de 1822 en virtut de la butlla Paternae charitatis del mateix Papa Pius VII, va afegir com a seu sufragània la d'Agen, anteriorment sufragània de Tolosa, i va restablir les diòcesis de Périgueux i de Luçon. El 1850 també es va afegir les diòcesis de Fort-de-France (Martinica), Basse-Terre (Guadaloupe) i de Saint-Denis (Reunió). Posteriorment aquestes diòcesis d'ultramar van ser excloses de la jurisdicció metropolitana de Bordeus, fins i tot després de l'elevació de Fort-de-France al rang d'arxidiòcesi metropolitana el 26 de setembre de 1967.
El 20 de novembre de 1937 els arquebisbes de Bordeus van obtenir el dret d'unir al seu propi títol el de bisbe de Bazas.
El 8 de desembre de 2002 la província eclesiàstica de Bordeus va ser àmpliament modificada després de la supressió de la província eclesiàstica d'Auch i de l'erecció de la de Poitiers.

## Impuls missioner
La diòcesi d'avui es basa principalment en les activitats missioneres en una perspectiva de la nova evangelització i l'anunci de la Paraula. Per exemple, el 2009, va establir un curs missioner de quatre anys. El primer any està dedicat a la lectura dels Fets dels Apòstols, el següent en temes generals sobre diversos temes, l'última de les obres de construcció i les iniciatives missioneres. El curs s'acompanya de dues cartes pastorals escrites pel arquebisbe de Bordeus, el cardenal Jean-Pierre Ricard.

## Communicació
Des de finals de 2012, la diòcesi de Bordeus ha desenvolupat noves eines de comunicació. El diari oficial de la diòcesi "l'Aquitaine", creat el 1864, va deixar de publicar-se al desembre de 2012. Venut per subscripció, es va distribuir a uns 1.600 exemplars, dos cops al mes. Des de gener de 2013, una nova publicació mensual "Église catholique en Gironde" es tira 25.000 exemplars i es distribueix gratis a totes les parròquies de la diòcesi.
La Diòcesi de Bordeus, mentrestant, ha desenvolupat la seva presència a la web. La nova versió del seu portal es va posar en marxa el 24 de novembre de 2012, el dia de Sant Andreu, patró de la diòcesi. També és una de les primeres diòcesis a França per tenir una aplicació gratuïta per a iPhone, Cathobordeaux, per trobar un servei de notícies, un directori i un mapa de la diòcesi.
L'Església Catòlica a Gironde és present, com moltes diòcesis a França, a les xarxes socials, amb el pseudònim de Cathobordeaux, especialment a Facebook i Twitter.
Una xarxa de llocs web associats amb la diòcesi de portal de Bordeus està també en desenvolupament des de finals dels anys 2012. Els serveis pastorals, com el de la Pastoral de la Joventut, catequesi o catecumenat, i sectors pastorals, com Ambarès, Libourne, Blaye, Langon-Podensac, Talence ou Gujan-Mestras tenen llocs d'aquesta manera en línia que el portal diocesà. Aquest treball en xarxa permet l'intercanvi directe de contingut entre tots aquests llocs. Molts llocs web o blocs dels moviments eclesials i serveis o sectors pastorals també són presents a la web sense estar sota el mateix arbre que el portal diocesà.

## Cronologia episcopal
- Orientale † (citat el 314)
- Sant Delfí † (inicis de 380 - 24 de desembre de 401/404 mort)
- Sant Amand † (404 - 410 renuncià)
- Sant Severí † (410 - 420 mort)
- Sant'Amando † (420 - 18 de juny de vers 432 mort) (per segona vegada)
- Galliziano † (segona meitat del segle v)
- Cipriano † (inicis de 506 - finals de 511)
- Amelio (o Emilio) †[26]
- Leonzio I el Vell † (finals de 520 - finals de 541)
- Leonzio II el Jove † (inicis de 549 - 15 de setembre de 564[27] mort)[28]
- Bertrando (Bertecramno) † (inicis de 577 - finals de 585)
- Gondegisilo (dit Dodo) † (citat el 590)
- Nicasio ? † (segles vii - viii)[29]
- Arnegisilo † (citat el 614)
- Anònim † (citat el 627)[30]
- Giovanni † (citat el 673/675)
- Antonio ? † (segles vii - viii)
- Frontone ? † (segles vii - viii)
- Verevulfo ? † (segles vii - viii)[31]
- Sicario † (inicis de 814 - finals de 817)[32]
- Adelelmo † (citat el 828)
- Frotario † (inicis de 860 - 28 d'octubre o novembre de[33] 876 nomenat arquebisbe de Bourges)
  - Sede vacante
- Adalberto † (menzionato finals de 940)
- Goffredo I † (citat el 982)
- Gombaud † (citat el 989)[34]
- Séguin † (inicis de gener de 1000 - finals de 1012)
- Arnaud † (citat el 1022)
- Islon de Saintes † (citat el 1024)
- Geoffroi II † (citat el 1027 - 10 de juliol de 1043 mort)
  - Sede vacante (1043-1047)
- Archambaud de Parthenay † (1047 - 1059 renuncià)
- Andron † (1059)
- Joscelin de Parthenay † (1059 - 19 de juny de 1086 mort)
  - Sede vacante (1086-1089)
- Amat d'Oloron, O.S.B. † (1089[35] - 22 de maig de 1102 mort)
- Arnaud Géraud de Cabanac † (1103 - 29 d'abril de 1130 o 1131 mort)
  - Gérard d'Angoulême (de Blaye) † (1131 - 1135) (intrús)
- Geoffroi du Louroux † (1136 - 18 de juliol de 1158 mort)
- Raimond de Mareuil † (1158 - 23 de desembre de 1159 mort)
- Hardouin † (1160 - 4 de juliol de 1162 mort)
- Bertrand de Montaut † (agost de 1162 - 18 de desembre de 1173 mort)
- Guillaume il Templare † (1174 - 15 de setembre de 1187 mort)
- Hélie de Malemort † (vers 1187 - 19 de març de 1207 mort)
- Guillaume Amanieu de Ginevra † (1207 - 13 de setembre de 1227 mort)
- Géraud de Malemort † (de desembre de 1227 - de gener de o de febrer de 1261 mort)
- Pierre de Roncevault † (23 de març de 1262 - 11 de gener de 1270 mort)
- Simon de Rochechouart † (4 de setembre de 1275 - 29 d'octubre de 1280 mort)
  - Guillaume III † (1280 - finals de 9 de desembre de 1285)[36] (bisbe electe)
- Henri di Ginevra † (25 de juliol de 1289 - abril de 1297 mort)
  - Boson de Salignac † (d'abril de 1297 - 22 de desembre de 1299 nomenat bisbe de Comminges) (bisbe electe)
- Bertrand de Got † (23 de desembre de 1299 - 5 de juny de 1305 elegit papa amb el nom de Climent V)
- Arnaud de Canteloup I † (24 de juliol de 1305 - 15 de desembre de 1305 renuncià)
- Arnaud de Canteloup II † (28 de juliol de 1306 - 26 de març de 1332 mort)
- Pierre de Luc † (13 de maig de 1332 - 1345 mort)
- Amanieu de Cazes † (19 de gener de 1347 - 1348 renuncià)
- Bernard de Cazes † (17 de setembre de 1348 - 1351 mort)
- Amanieu de La Mothe † (28 de setembre de 1351 - 27 de juny de 1360 mort)
- Philippe de Chambarlhac † (21 de juliol de 1360 - de maig de o de juny de 1361 mort)
- Hélie de Salignac † (24 de setembre de 1361 - 7 de maig de 1378 mort)
  - Guillaume Bruni † (11 de febrer de 1379 - 26 de gener de 1411 nomenat arquebisbe titular de Filippi) (obediència avinyonesa)
- Raimond Bernard de Roqueis † (vers 1379 - 15 de març de 1384 mort)
- Francesco Uguccione † (28 d'agost de 1384 - 14 de juliol de 1412 mort)
- David de Montferrand † (23 de juny de 1413 - 31 de maig de 1430 mort)
- Beat Pierre Berland † (16 d'octubre de 1430 - 1456 renuncià)
- Blaise Régnier de Gréelle † (24 de setembre de 1456 - 1464 renuncià)
- Arthur de Montauban, O.S.B. † (11 de gener de 1465 - de març de 1479 mort)
- André d'Espinay † (28 d'abril de 1479 - 10 de novembre de 1500 mort)
- Jean de Foix † (9 de desembre de 1500 - 25 de juny de 1529 mort)
- Gabriel de Gramont † (24 de setembre de 1529 - 9 de març de 1530 renuncià)
- Charles de Gramont, O.S.A. † (9 de març de 1530 - 1544 mort)
  - Jean du Bellay † (17 de desembre de 1544 - 3 de juliol de 1551 renuncià) (administrador apostòlic)
- Jean de Montluc † (3 de juliol de 1551 - 1553 renuncià)
- François de Mauny † (13 de setembre de 1553 - 1558 mort)
  - Jean du Bellay † (15 de febrer de 1559 - 16 de febrer de 1560 mort) (administrador apostòlic, per segona vegada)
- Antoine Prévost de Sansac † (4 de setembre de 1560 - 17 d'octubre de 1591 mort)
  - Sede vacante (1591-1599)
- François d'Escoubleau de Sourdis † (5 de juliol de 1599 - 8 de febrer de 1628 mort)
- Henri d'Escoubleau de Sourdis † (16 de juliol de 1629 - 18 de juny de 1645 mort)
- Henri de Béthune † (18 de maig de 1648 - 11 de maig de 1680 mort)
- Louis d'Anglure de Bourlémont † (28 d'abril de 1681 - 9 de novembre de 1697 mort)
- Armand Bazin de Besons † (15 de setembre de 1698 - 15 de desembre de 1719 nomenat arquebisbe de Rouen)
- François Élie de Voyer de Paulmy d'Argenson † (6 de maig de 1720 - 25 d'octubre de 1728 mort)
- François Honoré de Casaubon de Maniban † (8 de febrer de 1730 - 29 de juny de 1743 mort)
- Louis-Jacques d'Audibert de Lussan † (16 de març de 1744 - 15 de novembre de 1769 mort)
- Ferdinand-Maximilien-Mériadec de Rohan-Guémené † (12 de març de 1770 - 2 d'abril de 1781 nomenat arquebisbe de Cambrai)
- Jérôme-Marie Champion de Cicé † (2 d'abril de 1781 - 8 d'octubre de 1801 renuncià)
- Charles-François d'Aviau Du Bois de Sanzay † (2 de juny de 1802 - 11 de juliol de 1826 mort)
- Jean-Louis Anne Madelain Lefebvre de Cheverus † (2 d'octubre de 1826 - 19 de juliol de 1836 mort)
- François-Auguste-Ferdinand Donnet † (19 de maig de 1837 - 23 de desembre de 1882 mort)
- Aimé-Victor-François Guilbert † (9 d'agost de 1883 - 16 d'agost de 1889 mort)
- Victor-Lucien-Sulpice Lécot † (26 de juny de 1890 - 19 de desembre de 1908 mort)
- Pierre-Paulin Andrieu † (2 de gener de 1909 - 15 de febrer de 1935 mort)
- Maurice Feltin † (16 de desembre de 1935 - 15 d'agost de 1949 nomenat arquebisbe de París)
- Paul-Marie-André Richaud † (10 de febrer de 1950 - 5 de febrer de 1968 mort)
- Marius-Félix-Antoine Maziers † (5 de febrer de 1968 - 31 de maig de 1989 jubilat)
- Pierre Étienne Louis Eyt † (31 de maig de 1989 - 11 de juny de 2001 mort)
- Jean-Pierre Bernard Ricard, des del 21 de desembre de 2001

## Estadístiques
A finals del 2012, l'arxidiòcesi tenia 1.115.000 batejats sobre una població d'1.399.700 persones, equivalent al 79,7% del total.
| any  | població  | població  | població | sacerdots | sacerdots       | sacerdots       | sacerdots             | diaques | religiosos | religiosos | parroquies |
| ---- | --------- | --------- | -------- | --------- | --------------- | --------------- | --------------------- | ------- | ---------- | ---------- | ---------- |
| any  | batejats  | total     | %        | total     | clergat secular | clergat regular | batejats por sacerdot | diaques | homes      | dones      |            |
| 1950 | 830.000   | 858.381   | 96,7     | 652       | 498             | 154             | 1.273                 |         | 150        | 2.039      | 514        |
| 1959 | 840.000   | 896.517   | 93,7     | 622       | 465             | 157             | 1.350                 |         | 339        | 2.000      | 625        |
| 1970 | 800.000   | 1.009.406 | 79,3     | 607       | 470             | 137             | 1.317                 |         | 137        | 1.318      | 624        |
| 1980 | 810.000   | 1.074.000 | 75,4     | 483       | 374             | 109             | 1.677                 |         | 129        | 1.150      | 624        |
| 1990 | 878.000   | 1.163.000 | 75,5     | 445       | 331             | 114             | 1.973                 | 8       | 129        | 800        | 157        |
| 1999 | 955.000   | 1.274.000 | 75,0     | 344       | 252             | 92              | 2.776                 | 12      | 139        | 582        | 593        |
| 2000 | 962.000   | 1.283.000 | 75,0     | 341       | 248             | 93              | 2.821                 | 12      | 138        | 555        | 593        |
| 2001 | 966.000   | 1.288.311 | 75,0     | 336       | 244             | 92              | 2.875                 | 13      | 135        | 454        | 593        |
| 2002 | 966.000   | 1.288.311 | 75,0     | 319       | 237             | 82              | 3.028                 | 13      | 118        | 489        | 593        |
| 2003 | 966.000   | 1.288.311 | 75,0     | 313       | 231             | 82              | 3.086                 | 11      | 117        | 489        | 593        |
| 2004 | 966.000   | 1.288.311 | 75,0     | 306       | 224             | 82              | 3.156                 | 16      | 117        | 474        | 593        |
| 2006 | 1.089.457 | 1.361.822 | 80,0     | 298       | 212             | 86              | 3.655                 | 16      | 109        | 475        | 593        |
| 2012 | 1.115.000 | 1.399.700 | 79,7     | 253       | 192             | 61              | 4.407                 | 22      | 78         | 330        | 593        |